# Moi Gómez
Moisés 'Moi' Gómez Bordonado (Rojales, 23 de junho de 1994) é um futebolista espanhol que atua como meia ou ponta-esquerda. Atualmente joga no Osasuna.

## Carreira
Nascido em Rojales, Alicante, Comunidade Valenciana, Gómez começou sua carreira no local Alicante CF, finalizando sua carreira juvenil com os vizinhos Villarreal CF. Em 30 de abril de 2011, com menos de 17 anos, ele fez sua estreia como sénior pela equipe B, contra o Gimnàstic de Tarragona na Segunda División.
Em 28 de novembro de 2011, Gómez jogou sua primeira partida oficial com o time principal - também sua estreia na La Liga - entrando como substituto de Jonathan de Guzmán em uma derrota por 2-1 fora de casa para o Málaga CF. Em 25 de fevereiro do ano seguinte, ele marcou seu primeiro gol como profissional, ajudando em uma vitória por 2-0 no CD Guadalajara;  ambas as equipes do Villarreal, no entanto, foram rebaixadas ao final da temporada - os B's terminaram em 12º lugar, mas foram obrigados a descer um nível mesmo assim.
Gómez contribuiu com 24 partidas e um gol na campanha 2012–13, enquanto o Submarino Amarelo foi promovido imediatamente. Ele assinou um novo contrato de cinco anos em agosto de 2013, e marcou seu primeiro gol no primeiro escalão em 13 de janeiro do ano seguinte, começando na vitória por 5-1 em casa sobre a Real Sociedad.
Em 9 de julho de 2015, Gómez foi emprestado ao companheiro de equipe da mesma liga, Getafe CF, em um acordo de uma temporada. Em 5 de julho do ano seguinte, após sofrer o rebaixamento, ele concordou com um contrato permanente de quatro anos com o Sporting de Gijón, também da primeira divisão.
Em 26 de janeiro de 2018, Gómez se transferiu para o líder da segunda divisão, o SD Huesca, por empréstimo. Após conquistar a promoção, o acordo foi estendido por outra temporada.
Gómez retornou ao seu primeiro clube, o Villarreal, em 18 de julho de 2019, assinando um contrato de quatro anos por uma taxa rumoreada de €1,3 milhões. Sua estreia aconteceu um mês depois, quando ele começou e marcou uma vez em um empate em casa por 4-4 contra o Granada CF.
Gómez fez 11 aparições na bem-sucedida campanha de sua equipe na 2020–21 UEFA Europa League. Isso incluiu 43 minutos da final contra o Manchester United. Em 28 de julho de 2022, Gómez ingressou no CA Osasuna em um contrato de cinco anos por €1,8 milhões; um bônus adicional de €100.000 foi adicionado a essa taxa, para cada temporada que a equipe permanecesse na divisão principal.

## Títulos
Villarreal
- Liga Europa: 2020–21